# Akademie van Kunstenpenning
De Akademie van Kunstenpenning is een onderscheiding voor een persoon die of een duo/collectief dat zich zeer verdienstelijk heeft gemaakt voor (de bloei van) de kunsten in Nederland, in ruimste zin. De onderscheiding werd in 2018 in het leven geroepen door de Akademie van Kunsten. De penning is ontworpen door Irma Boom. Remco Campert was de eerste laureaat in juni 2018.

## Laureaten
- Remco Campert (2018)
- Amal Alhaag (2022)[2]